# Список населённых пунктов Локнянского района

## Городские населённые пункты
- Посёлок городского типа (рабочий посёлок) Локня —  6008 человек (XII. 2000 г.)[1], 4898 человек (X. 2002 г.), 3872 человека (X. 2010 г.)[2], 3730 человек (I. 2013 г.)[3] —  городское поселение «Локня».

## Сельские населённые пункты
Ниже представлен сортируемый (по столбцам) список сельских населённых пунктов Локнянского района Псковской области, распределённых по муниципальным образованиям (сельским поселениям— волостям) с оценками численности населения сельских населённых пунктов на конец 2000 года и по переписи населения 2002 года.
| #   | #   | деревня                       | 2000 г., чел. | 2002 г., чел. | волость                | бывшая волость (1995-2015) |
| --- | --- | ----------------------------- | ------------- | ------------- | ---------------------- | -------------------------- |
| 1   | 1   | Аборино                       |               | 0             | Михайловская волость   | Миритиницкая волость       |
| 2   | 2   | Акулино                       |               | 0             | Михайловская волость   | Михайловская волость       |
| 3   | 3   | Алексеево                     | 11            | 10            | Михайловская волость   | Миритиницкая волость       |
| 4   | 4   | Алексино                      | 10            | 6             | Михайловская волость   | Миритиницкая волость       |
| 5   | 5   | Альфимово                     | 2             | 0             | Михайловская волость   | Миритиницкая волость       |
| 6   | 6   | Амбашкино                     | 2             | 2             | Михайловская волость   | Михайловская волость       |
| 7   | 7   | Антипово                      | 38            | 42            | Михайловская волость   | Михайловская волость       |
| 8   | 8   | Анциферово                    | 7             | 9             | Михайловская волость   | Миритиницкая волость       |
| 9   | 9   | Артёмкино                     |               | 0             | Михайловская волость   | Миритиницкая волость       |
| 10  | 10  | Асаново                       | 35            | 30            | Михайловская волость   | Михайловская волость       |
| 11  | 11  | Байлово                       | 6             | 2             | Михайловская волость   | Миритиницкая волость       |
| 12  | 12  | Белено                        | 16            | 17            | Михайловская волость   | Михайловская волость       |
| 13  | 13  | Богданово                     | 210           | 160           | Михайловская волость   | Миритиницкая волость       |
| 14  | 14  | Большой Бор                   | 1             | 0             | Михайловская волость   | Локнянская волость         |
| 15  | 15  | Бородино                      | 138           | 105           | Михайловская волость   | Локнянская волость         |
| 16  | 16  | Бошарево                      | 10            | 9             | Михайловская волость   | Миритиницкая волость       |
| 17  | 17  | Булыгино                      |               | 0             | Михайловская волость   | Михайловская волость       |
| 18  | 18  | Васьково                      |               | 0             | Михайловская волость   | Миритиницкая волость       |
| 19  | 19  | Ваулино                       |               | 0             | Михайловская волость   | Миритиницкая волость       |
| 20  | 20  | Веретье Буховское             | 10            | 7             | Михайловская волость   | Локнянская волость         |
| 21  | 21  | Веретье Кировское             | 36            | 18            | Михайловская волость   | Локнянская волость         |
| 22  | 22  | Вознесенское                  | 2             | 0             | Михайловская волость   | Миритиницкая волость       |
| 23  | 23  | Волково                       |               | 0             | Михайловская волость   | Миритиницкая волость       |
| 24  | 24  | Горки                         | 21            | 19            | Михайловская волость   | Локнянская волость         |
| 25  | 25  | Гривки                        |               | 0             | Михайловская волость   | Локнянская волость         |
| 26  | 26  | Грихново                      | 31            | 26            | Михайловская волость   | Локнянская волость         |
| 27  | 27  | Гришино                       | 6             | 7             | Михайловская волость   | Локнянская волость         |
| 28  | 28  | Грязи                         | 1             | 1             | Михайловская волость   | Михайловская волость       |
| 29  | 29  | Демидово                      | 8             | 4             | Михайловская волость   | Миритиницкая волость       |
| 30  | 30  | Дорка                         | 49            | 54            | Михайловская волость   | Локнянская волость         |
| 31  | 31  | Доронцово                     | 7             | 2             | Михайловская волость   | Миритиницкая волость       |
| 32  | 32  | Дрехово                       | 20            | 14            | Михайловская волость   | Локнянская волость         |
| 33  | 33  | Дубинино                      |               | 0             | Михайловская волость   | Локнянская волость         |
| 34  | 34  | Еремеево                      | 7             | 10            | Михайловская волость   | Локнянская волость         |
| 35  | 35  | Жарки                         | 123           | 105           | Михайловская волость   | Миритиницкая волость       |
| 36  | 36  | Железово                      | 10            | 7             | Михайловская волость   | Миритиницкая волость       |
| 37  | 37  | Жилино                        | 8             | 6             | Михайловская волость   | Локнянская волость         |
| 38  | 38  | Журково                       | 14            | 12            | Михайловская волость   | Миритиницкая волость       |
| 39  | 39  | Заречье                       | 1             | 2             | Михайловская волость   | Локнянская волость         |
| 40  | 40  | Заход                         | 12            | 11            | Михайловская волость   | Миритиницкая волость       |
| 41  | 41  | Зверинец                      | 9             | 7             | Михайловская волость   | Миритиницкая волость       |
| 42  | 42  | Зелехово                      | 5             | 3             | Михайловская волость   | Михайловская волость       |
| 43  | 43  | Иванихино                     | 2             | 2             | Михайловская волость   | Миритиницкая волость       |
| 44  | 44  | Иванцево                      | 2             | 4             | Михайловская волость   | Миритиницкая волость       |
| 45  | 45  | Иваньково                     | 313           | 288           | Михайловская волость   | Локнянская волость         |
| 46  | 46  | Игнатово                      | 37            | 46            | Михайловская волость   | Локнянская волость         |
| 47  | 47  | Исаково                       | 12            | 14            | Михайловская волость   | Локнянская волость         |
| 48  | 48  | Исаково                       | 41            | 32            | Михайловская волость   | Миритиницкая волость       |
| 49  | 49  | Калистово                     | 24            | 17            | Михайловская волость   | Локнянская волость         |
| 50  | 50  | Калиткино                     | 2             | 3             | Михайловская волость   | Миритиницкая волость       |
| 51  | 51  | Каменка                       | 31            | 26            | Михайловская волость   | Миритиницкая волость       |
| 52  | 52  | Каськово                      | 9             | 3             | Михайловская волость   | Михайловская волость       |
| 53  | 53  | Киниково                      | 10            | 7             | Михайловская волость   | Миритиницкая волость       |
| 54  | 54  | Китово                        | 3             | 10            | Михайловская волость   | Михайловская волость       |
| 55  | 55  | Кладовицы                     | 127           | 110           | Михайловская волость   | Локнянская волость         |
| 56  | 56  | Козино                        | 24            | 27            | Михайловская волость   | Локнянская волость         |
| 57  | 57  | Кононово                      | 3             | 1             | Михайловская волость   | Миритиницкая волость       |
| 58  | 58  | Концы                         | 12            | 7             | Михайловская волость   | Михайловская волость       |
| 59  | 59  | Конышово                      | 20            | 9             | Михайловская волость   | Локнянская волость         |
| 60  | 60  | Копытово                      | 23            | 23            | Михайловская волость   | Локнянская волость         |
| 61  | 61  | Красный Холм                  | 30            | 23            | Михайловская волость   | Михайловская волость       |
| 62  | 62  | Кривцы                        | 7             | 3             | Михайловская волость   | Миритиницкая волость       |
| 63  | 63  | Кушково                       | 9             | 13            | Михайловская волость   | Локнянская волость         |
| 64  | 64  | Левково                       | 21            | 19            | Михайловская волость   | Миритиницкая волость       |
| 65  | 65  | Лёвково                       | 1             | 0             | Михайловская волость   | Миритиницкая волость       |
| 66  | 66  | Лежакино                      | 23            | 14            | Михайловская волость   | Миритиницкая волость       |
| 67  | 67  | Лобки                         |               | 0             | Михайловская волость   | Миритиницкая волость       |
| 68  | 68  | Лукино                        | 4             | 1             | Михайловская волость   | Михайловская волость       |
| 69  | 69  | Луковищи                      | 1             | 5             | Михайловская волость   | Локнянская волость         |
| 70  | 70  | Лутово                        | 2             | 1             | Михайловская волость   | Локнянская волость         |
| 71  | 71  | Максимиха                     | 16            | 14            | Михайловская волость   | Михайловская волость       |
| 72  | 72  | Малый Бор                     | 5             | 1             | Михайловская волость   | Локнянская волость         |
| 73  | 73  | Малышево                      | 17            | 26            | Михайловская волость   | Локнянская волость         |
| 74  | 74  | Марково                       | 4             | 0             | Михайловская волость   | Михайловская волость       |
| 75  | 75  | Мартьяново                    |               | 0             | Михайловская волость   | Миритиницкая волость       |
| 76  | 76  | Машутино                      | 6             | 5             | Михайловская волость   | Миритиницкая волость       |
| 77  | 77  | Мерляково                     | 22            | 27            | Михайловская волость   | Михайловская волость       |
| 78  | 78  | Микулино                      | 1             | 0             | Михайловская волость   | Михайловская волость       |
| 79  | 79  | Миритиницы                    | 379           | 293           | Михайловская волость   | Миритиницкая волость       |
| 80  | 80  | Михайлов Погост               | 534           | 531           | Михайловская волость   | Михайловская волость       |
| 81  | 81  | Мишково                       | 23            | 26            | Михайловская волость   | Михайловская волость       |
| 82  | 82  | Молофеево                     | 2             | 1             | Михайловская волость   | Миритиницкая волость       |
| 83  | 83  | Морозово                      | 10            | 7             | Михайловская волость   | Локнянская волость         |
| 84  | 84  | Невежино                      | 5             | 5             | Михайловская волость   | Локнянская волость         |
| 85  | 85  | Нивки                         | 16            | 18            | Михайловская волость   | Локнянская волость         |
| 86  | 86  | Новая                         | 62            | 58            | Михайловская волость   | Михайловская волость       |
| 87  | 87  | Овинчище                      | 15            | 10            | Михайловская волость   | Миритиницкая волость       |
| 88  | 88  | Озерки                        | 18            | 10            | Михайловская волость   | Локнянская волость         |
| 89  | 89  | Орехов Брод                   | 10            | 6             | Михайловская волость   | Локнянская волость         |
| 90  | 90  | Орешково                      | 7             | 13            | Михайловская волость   | Локнянская волость         |
| 91  | 91  | Осиновка                      | 80            | 53            | Михайловская волость   | Локнянская волость         |
| 92  | 92  | Осипово Село                  | 85            | 66            | Михайловская волость   | Локнянская волость         |
| 93  | 93  | Осташкино                     | 17            | 10            | Михайловская волость   | Миритиницкая волость       |
| 94  | 94  | Павлово                       | 46            | 50            | Михайловская волость   | Локнянская волость         |
| 95  | 95  | Пахово                        | 1             | 1             | Михайловская волость   | Михайловская волость       |
| 96  | 96  | Пашково                       |               | 0             | Михайловская волость   | Локнянская волость         |
| 97  | 97  | Перелучье                     | 78            | 77            | Михайловская волость   | Михайловская волость       |
| 98  | 98  | Перхово                       |               | 0             | Михайловская волость   | Михайловская волость       |
| 99  | 99  | Польшино                      | 19            | 12            | Михайловская волость   | Михайловская волость       |
| 100 | 100 | Понюшино                      | 10            | 6             | Михайловская волость   | Миритиницкая волость       |
| 101 | 101 | Прокопино                     | 7             | 10            | Михайловская волость   | Михайловская волость       |
| 102 | 102 | Пузево                        | 7             | 9             | Михайловская волость   | Миритиницкая волость       |
| 103 | 103 | Пыплино                       | 4             | 8             | Михайловская волость   | Михайловская волость       |
| 104 | 104 | Ратьково                      |               | 0             | Михайловская волость   | Михайловская волость       |
| 105 | 105 | Рогаткино                     |               | 0             | Михайловская волость   | Михайловская волость       |
| 106 | 106 | Родионково                    | 4             | 4             | Михайловская волость   | Миритиницкая волость       |
| 107 | 107 | Рожново                       | 22            | 14            | Михайловская волость   | Локнянская волость         |
| 108 | 108 | Рыкайлово                     | 66            | 57            | Михайловская волость   | Миритиницкая волость       |
| 109 | 109 | Рысино                        | 189           | 183           | Михайловская волость   | Локнянская волость         |
| 110 | 110 | Савино                        | 4             | 4             | Михайловская волость   | Локнянская волость         |
| 111 | 111 | Садиба                        | 4             | 4             | Михайловская волость   | Миритиницкая волость       |
| 112 | 112 | Сатанино                      | 8             | 4             | Михайловская волость   | Миритиницкая волость       |
| 113 | 113 | Сахново                       | 6             | 7             | Михайловская волость   | Миритиницкая волость       |
| 114 | 114 | Свелебино                     | 14            | 12            | Михайловская волость   | Миритиницкая волость       |
| 115 | 115 | Светлово                      | 14            | 10            | Михайловская волость   | Миритиницкая волость       |
| 116 | 116 | Свинухово                     | 8             | 5             | Михайловская волость   | Миритиницкая волость       |
| 117 | 117 | Сивцево                       | 35            | 29            | Михайловская волость   | Михайловская волость       |
| 118 | 118 | Смык                          | 6             | 6             | Михайловская волость   | Михайловская волость       |
| 119 | 119 | Среднее                       | 19            | 6             | Михайловская волость   | Локнянская волость         |
| 120 | 120 | Старостино                    | 89            | 87            | Михайловская волость   | Михайловская волость       |
| 121 | 121 | Старые Липы                   | 72            | 60            | Михайловская волость   | Михайловская волость       |
| 122 | 122 | Тигощи                        | 10            | 10            | Михайловская волость   | Локнянская волость         |
| 123 | 123 | Труфаново                     | 20            | 13            | Михайловская волость   | Локнянская волость         |
| 124 | 124 | Утехино                       | 113           | 97            | Михайловская волость   | Локнянская волость         |
| 125 | 125 | Федорково                     | 1             | 0             | Михайловская волость   | Миритиницкая волость       |
| 126 | 126 | Фёдоровское                   | 118           | 133           | Михайловская волость   | Локнянская волость         |
| 127 | 127 | Филово                        | 7             | 6             | Михайловская волость   | Локнянская волость         |
| 128 | 128 | Фильково                      | 31            | 26            | Михайловская волость   | Миритиницкая волость       |
| 129 | 129 | Черничник                     | 17            | 6             | Михайловская волость   | Локнянская волость         |
| 130 | 130 | Щипачёво                      | 3             | 0             | Михайловская волость   | Михайловская волость       |
| 131 | 131 | Эсино                         | 4             | 2             | Михайловская волость   | Локнянская волость         |
| 132 | 132 | Юхово (Юхново)                | 236           | 186           | Михайловская волость   | Локнянская волость         |
| 133 | 133 | Ямно                          | 40            | 21            | Михайловская волость   | Локнянская волость         |
| 134 | 134 | Ямы                           | 47            | 42            | Михайловская волость   | Локнянская волость         |
| 135 | 135 | Яхново                        | 3             | 3             | Михайловская волость   | Миритиницкая волость       |
| 136 | 1   | Алексеево                     |               | 0             | Подберезинская волость | Подберезинская волость     |
| 137 | 2   | Барсуки                       | 131           | 89            | Подберезинская волость | Подберезинская волость     |
| 138 | 3   | Большая Гряда                 | 50            | 42            | Подберезинская волость | Подберезинская волость     |
| 139 | 4   | Большие Куницы                | 3             | 1             | Подберезинская волость | Подберезинская волость     |
| 140 | 5   | Бороватая                     | 1             | 0             | Подберезинская волость | Подберезинская волость     |
| 141 | 6   | Веретье                       |               | 0             | Подберезинская волость | Подберезинская волость     |
| 142 | 7   | Власково                      | 48            | 44            | Подберезинская волость | Подберезинская волость     |
| 143 | 8   | Гоголево                      | 290           | 212           | Подберезинская волость | Подберезинская волость     |
| 144 | 9   | Горькуново                    | 2             | 1             | Подберезинская волость | Подберезинская волость     |
| 145 | 10  | Денево                        | 15            | 6             | Подберезинская волость | Подберезинская волость     |
| 146 | 11  | Дулово                        |               | 0             | Подберезинская волость | Подберезинская волость     |
| 147 | 12  | Елдыгино                      |               | 1             | Подберезинская волость | Подберезинская волость     |
| 148 | 13  | Житище                        | 1             | 1             | Подберезинская волость | Подберезинская волость     |
| 149 | 14  | Заполье                       | 2             | 2             | Подберезинская волость | Подберезинская волость     |
| 150 | 15  | Зезюли                        | 13            | 9             | Подберезинская волость | Подберезинская волость     |
| 151 | 16  | Иванисово Гоголевское         | 11            | 8             | Подберезинская волость | Подберезинская волость     |
| 152 | 17  | Иванисово Подберезинское      | 1             | 0             | Подберезинская волость | Подберезинская волость     |
| 153 | 18  | Избоево                       | 85            | 79            | Подберезинская волость | Подберезинская волость     |
| 154 | 19  | Каменка                       | 1             | 2             | Подберезинская волость | Подберезинская волость     |
| 155 | 20  | Костелево                     | 3             | 0             | Подберезинская волость | Подберезинская волость     |
| 156 | 21  | Кривоплесо                    | 2             | 0             | Подберезинская волость | Подберезинская волость     |
| 157 | 22  | Курово                        | 11            | 9             | Подберезинская волость | Подберезинская волость     |
| 158 | 23  | Лазарево                      | 5             | 2             | Подберезинская волость | Подберезинская волость     |
| 159 | 24  | Лёхово                        | 1             | 1             | Подберезинская волость | Подберезинская волость     |
| 160 | 25  | Ловатский Бор (Бор)           | 27            | 16            | Подберезинская волость | Подберезинская волость     |
| 161 | 26  | Лядище                        | 8             | 5             | Подберезинская волость | Подберезинская волость     |
| 162 | 27  | Маковеево                     | 56            | 52            | Подберезинская волость | Подберезинская волость     |
| 163 | 28  | Малая Гряда                   | 3             | 3             | Подберезинская волость | Подберезинская волость     |
| 164 | 29  | Малые Куницы                  | 4             | 4             | Подберезинская волость | Подберезинская волость     |
| 165 | 30  | Малый Борок                   | 2             | 2             | Подберезинская волость | Подберезинская волость     |
| 166 | 31  | Малый Хочуж                   |               | 0             | Подберезинская волость | Подберезинская волость     |
| 167 | 32  | Оболонье                      | 1             | 0             | Подберезинская волость | Подберезинская волость     |
| 168 | 33  | Паново                        | 6             | 4             | Подберезинская волость | Подберезинская волость     |
| 169 | 34  | Петровское                    |               | 0             | Подберезинская волость | Подберезинская волость     |
| 170 | 35  | Подберезье, село              | 745           | 646           | Подберезинская волость | Подберезинская волость     |
| 171 | 36  | Полошутино                    | 4             | 5             | Подберезинская волость | Подберезинская волость     |
| 172 | 37  | Починки                       | 1             | 1             | Подберезинская волость | Подберезинская волость     |
| 173 | 38  | Рогово                        |               | 0             | Подберезинская волость | Подберезинская волость     |
| 174 | 39  | Ручейки                       |               | 0             | Подберезинская волость | Подберезинская волость     |
| 175 | 40  | Сельцо                        | 108           | 84            | Подберезинская волость | Подберезинская волость     |
| 176 | 41  | Серка                         |               | 0             | Подберезинская волость | Подберезинская волость     |
| 177 | 42  | Ситькино                      |               | 0             | Подберезинская волость | Подберезинская волость     |
| 178 | 43  | Сосново                       | 46            | 35            | Подберезинская волость | Подберезинская волость     |
| 179 | 44  | Староселье                    | 5             | 8             | Подберезинская волость | Подберезинская волость     |
| 180 | 45  | Струйно                       | 2             | 3             | Подберезинская волость | Подберезинская волость     |
| 181 | 46  | Токарёво                      | 3             | 3             | Подберезинская волость | Подберезинская волость     |
| 182 | 47  | Усадьба                       | 34            | 22            | Подберезинская волость | Подберезинская волость     |
| 183 | 48  | Федяки                        | 1             | 0             | Подберезинская волость | Подберезинская волость     |
| 184 | 49  | Фекино                        | 4             | 4             | Подберезинская волость | Подберезинская волость     |
| 185 | 50  | Хвошня                        | 12            | 16            | Подберезинская волость | Подберезинская волость     |
| 186 | 51  | Холодец                       | 1             | 0             | Подберезинская волость | Подберезинская волость     |
| 187 | 52  | Чернецкое                     | 3             | 1             | Подберезинская волость | Подберезинская волость     |
| 188 | 53  | Шеневка                       |               | 0             | Подберезинская волость | Подберезинская волость     |
| 189 | 54  | Щёлоки                        | 2             | 4             | Подберезинская волость | Подберезинская волость     |
| 190 | 55  | Язвы Гоголевские              | 12            | 7             | Подберезинская волость | Подберезинская волость     |
| 191 | 56  | Язвы Подберезинские           | 10            | 6             | Подберезинская волость | Подберезинская волость     |
| 192 | 1   | Аверово                       | 7             | 5             | Самолуковская волость  | Самолуковская волость      |
| 193 | 2   | Айдарово                      | 31            | 26            | Самолуковская волость  | Самолуковская волость      |
| 194 | 3   | Алексеевское                  | 117           | 96            | Самолуковская волость  | Алексеевская волость       |
| 195 | 4   | Альфимово                     | 3             | 2             | Самолуковская волость  | Самолуковская волость      |
| 196 | 5   | Ануфриево                     |               | 0             | Самолуковская волость  | Самолуковская волость      |
| 197 | 6   | Баколово                      | 7             | 7             | Самолуковская волость  | Алексеевская волость       |
| 198 | 7   | Башово                        | 283           | 277           | Самолуковская волость  | Самолуковская волость      |
| 199 | 8   | Белохново                     | 2             | 0             | Самолуковская волость  | Алексеевская волость       |
| 200 | 9   | Бередниково                   | 4             | 5             | Самолуковская волость  | Алексеевская волость       |
| 201 | 10  | Бор                           | 64            | 59            | Самолуковская волость  | Самолуковская волость      |
| 202 | 11  | Бурносово                     | 4             | 9             | Самолуковская волость  | Самолуковская волость      |
| 203 | 12  | Валуевское                    | 193           | 161           | Самолуковская волость  | Алексеевская волость       |
| 204 | 13  | Василёво                      | 6             | 4             | Самолуковская волость  | Самолуковская волость      |
| 205 | 14  | Васильевское                  | 1             | 0             | Самолуковская волость  | Самолуковская волость      |
| 206 | 15  | Васьково                      |               | 0             | Самолуковская волость  | Алексеевская волость       |
| 207 | 16  | Володьково                    | 14            | 12            | Самолуковская волость  | Самолуковская волость      |
| 208 | 17  | Волынцево                     | 17            | 17            | Самолуковская волость  | Самолуковская волость      |
| 209 | 18  | Воронцово                     | 4             | 4             | Самолуковская волость  | Самолуковская волость      |
| 210 | 19  | Глухово                       | 9             | 6             | Самолуковская волость  | Самолуковская волость      |
| 211 | 20  | Говорово                      | 3             | 5             | Самолуковская волость  | Самолуковская волость      |
| 212 | 21  | Голенищево                    | 42            | 40            | Самолуковская волость  | Самолуковская волость      |
| 213 | 22  | Дёмино                        | 2             | 4             | Самолуковская волость  | Самолуковская волость      |
| 214 | 23  | Дроздово                      | 10            | 9             | Самолуковская волость  | Алексеевская волость       |
| 215 | 24  | Дуняни                        | 13            | 12            | Самолуковская волость  | Самолуковская волость      |
| 216 | 25  | Жибоедово                     | 2             | 0             | Самолуковская волость  | Алексеевская волость       |
| 217 | 26  | Жуково                        | 7             | 4             | Самолуковская волость  | Алексеевская волость       |
| 218 | 27  | Загорье                       | 247           | 193           | Самолуковская волость  | Самолуковская волость      |
| 219 | 28  | Залужье                       | 6             | 4             | Самолуковская волость  | Самолуковская волость      |
| 220 | 29  | Замошье                       | 6             | 0             | Самолуковская волость  | Самолуковская волость      |
| 221 | 30  | Зарубино                      | 2             | 1             | Самолуковская волость  | Самолуковская волость      |
| 222 | 31  | Захарево                      | 4             | 2             | Самолуковская волость  | Алексеевская волость       |
| 223 | 32  | Зенцово                       | 1             | 9             | Самолуковская волость  | Самолуковская волость      |
| 224 | 33  | Иванищево                     | 13            | 13            | Самолуковская волость  | Алексеевская волость       |
| 225 | 34  | Иванцево                      | 1             | 4             | Самолуковская волость  | Самолуковская волость      |
| 226 | 35  | Кавезино                      |               | 0             | Самолуковская волость  | Алексеевская волость       |
| 227 | 36  | Каленидово                    | 22            | 15            | Самолуковская волость  | Самолуковская волость      |
| 228 | 37  | Карелово                      | 13            | 11            | Самолуковская волость  | Алексеевская волость       |
| 229 | 38  | Карцево                       | 22            | 17            | Самолуковская волость  | Алексеевская волость       |
| 230 | 39  | Козино                        | 50            | 47            | Самолуковская волость  | Алексеевская волость       |
| 231 | 40  | Кошнево (Кошнево-Айдаровское) | 7             | 10            | Самолуковская волость  | Самолуковская волость      |
| 232 | 41  | Красихино                     | 4             | 4             | Самолуковская волость  | Самолуковская волость      |
| 233 | 42  | Красная Горка                 | 2             | 2             | Самолуковская волость  | Самолуковская волость      |
| 234 | 43  | Крестилово                    | 701           | 596           | Самолуковская волость  | Алексеевская волость       |
| 235 | 44  | Ледяха                        | 11            | 10            | Самолуковская волость  | Самолуковская волость      |
| 236 | 45  | Липшани                       | 192           | 194           | Самолуковская волость  | Самолуковская волость      |
| 237 | 46  | Лубенькино                    | 9             | 6             | Самолуковская волость  | Алексеевская волость       |
| 238 | 47  | Любомирово                    | 8             | 1             | Самолуковская волость  | Самолуковская волость      |
| 239 | 48  | Малое Каськово                | 6             | 9             | Самолуковская волость  | Самолуковская волость      |
| 240 | 49  | Марьино                       | 13            | 10            | Самолуковская волость  | Алексеевская волость       |
| 241 | 50  | Махново                       | 2             | 0             | Самолуковская волость  | Алексеевская волость       |
| 242 | 51  | Медведово                     | 30            | 26            | Самолуковская волость  | Алексеевская волость       |
| 243 | 52  | Митьково                      | 1             | 1             | Самолуковская волость  | Самолуковская волость      |
| 244 | 53  | Монтеево                      | 11            | 10            | Самолуковская волость  | Самолуковская волость      |
| 245 | 54  | Орешково                      | 27            | 33            | Самолуковская волость  | Самолуковская волость      |
| 246 | 55  | Паново                        | 6             | 6             | Самолуковская волость  | Самолуковская волость      |
| 247 | 56  | Пашково                       | 20            | 28            | Самолуковская волость  | Самолуковская волость      |
| 248 | 57  | Плиски                        | 40            | 30            | Самолуковская волость  | Алексеевская волость       |
| 249 | 58  | Поддубье                      | 32            | 26            | Самолуковская волость  | Самолуковская волость      |
| 250 | 59  | Прискуха                      | 664           | 563           | Самолуковская волость  | Самолуковская волость      |
| 251 | 60  | Работино                      | 24            | 23            | Самолуковская волость  | Алексеевская волость       |
| 252 | 61  | Рожново                       | 9             | 10            | Самолуковская волость  | Алексеевская волость       |
| 253 | 62  | Сазоново                      | 3             | 0             | Самолуковская волость  | Самолуковская волость      |
| 254 | 63  | Самолуково                    | 240           | 196           | Самолуковская волость  | Самолуковская волость      |
| 255 | 64  | Сенино                        | 17            | 12            | Самолуковская волость  | Алексеевская волость       |
| 256 | 65  | Сергеевское                   | 13            | 11            | Самолуковская волость  | Алексеевская волость       |
| 257 | 66  | Синихово                      | 5             | 7             | Самолуковская волость  | Самолуковская волость      |
| 258 | 67  | Скрабы                        | 5             | 4             | Самолуковская волость  | Самолуковская волость      |
| 259 | 68  | Слободка                      | 5             | 16            | Самолуковская волость  | Самолуковская волость      |
| 260 | 69  | Сосновка                      | 10            | 4             | Самолуковская волость  | Алексеевская волость       |
| 261 | 70  | Степановщина                  | 19            | 19            | Самолуковская волость  | Самолуковская волость      |
| 262 | 71  | Сухлово                       | 21            | 16            | Самолуковская волость  | Самолуковская волость      |
| 263 | 72  | Сысоево                       | 13            | 14            | Самолуковская волость  | Самолуковская волость      |
| 264 | 73  | Терехово                      | 21            | 26            | Самолуковская волость  | Самолуковская волость      |
| 265 | 74  | Тимофейково                   | 10            | 13            | Самолуковская волость  | Алексеевская волость       |
| 266 | 75  | Тростино                      | 3             | 1             | Самолуковская волость  | Самолуковская волость      |
| 267 | 76  | Тряпичино                     | 27            | 26            | Самолуковская волость  | Самолуковская волость      |
| 268 | 77  | Усадище                       | 6             | 6             | Самолуковская волость  | Алексеевская волость       |
| 269 | 78  | Филиппово                     | 3             | 1             | Самолуковская волость  | Алексеевская волость       |
| 270 | 79  | Черепяги                      | 5             | 8             | Самолуковская волость  | Самолуковская волость      |
| 271 | 80  | Чулинино                      | 4             | 0             | Самолуковская волость  | Самолуковская волость      |
| 272 | 81  | Чурилово                      | 9             | 8             | Самолуковская волость  | Самолуковская волость      |
| 273 | 82  | Шерехово                      | 18            | 11            | Самолуковская волость  | Самолуковская волость      |
| 274 | 83  | Щенайлово                     | 49            | 44            | Самолуковская волость  | Самолуковская волость      |
| 275 | 84  | Щепуново                      | 4             | 4             | Самолуковская волость  | Самолуковская волость      |
| 276 | 85  | Ягодкино                      | 1             | 0             | Самолуковская волость  | Самолуковская волость      |